# Diego Davy Vandeschrick
Diego Vandeschrick est un karatéka belge né le 13 novembre 1984 à Kinshasa au Zaïre. Il a commencé le karaté à 5 ans et demi en Belgique à Liège chez Jacques Debatty et s'est ensuite perfectionné au contact de Junior Lefèvre (belge naturalisé croate, champion du monde en -70 kg en 2000) et de Marc Van Reybrouck (3e aux championnats du monde en 1984 & 1986 en -65 kg ) à Bruxelles.
Il se fait remarquer au niveau international en 2003 aussi bien chez les jeunes que chez les adultes en remportant en -70 kg, le titre de champion d'Europe junior en Pologne, une troisième place au championnat du monde junior en France & le titre de vice-champion d'Europe mais chez les adultes cette fois-ci.
En 2004, il remporte la troisième place au championnat d'Europe en -70 kg aussi bien chez les adultes que chez les juniors.
2005 est une année aussi fructueuse qu'en 2003 puisqu'il remporte chez les juniors en -70 kg pour sa dernière année dans cette catégorie d'âge, le titre de champion d'Europe en Grèce & le titre de vice-champion du monde à Chypre. En adulte, au championnat d'Europe à Tenerife (Espagne), il réussit l'exploit de se classer troisième dans la catégorie Open (tout poids confondu), la catégorie reine de la compétition.
En 2006, malgré une belle année, il a "la malchance" d'être un Poulidor puisqu'il remporte le titre de vice-champion du monde en kumite individuel masculin moins de 70 kilos aux championnats du monde de karaté 2006 à Tampere, en Finlande & ce malgré une blessure à la main qu'il s'est faite durant la compétition.
Tandis qu'au championnat d'Europe en Norvège, il se classe 2e aussi bien en -70 kg qu'en Open.
En 2007, il remporte une troisième place au championnat d'Europe en -70 kg en Slovaquie mais une blessure à l'epaule l'empêche de continuer le reste de la compétition.
En 2008, il décide de monter de catégorie & gagne le titre européen des -75 kg en battant en finale le Grec Geórgios Tzános & surtout en 1/2, l'Italien, champion du monde & tenant du titre, Luigi Busa. Cet exploit est encore plus grand qu'il n'aura concédé aucun point à ses adversaires durant son parcours victorieux. 
Aujourd'hui, Diego Vandeschrick poursuit le but ambitieux de devenir champion du monde en 2008 lors du championnat du monde au Japon.

## Palmarès
- Adultes
  - Open
    - Vice-champion d'Europe : 2006
    - 3e au championnat d'Europe : 2003

  - -75 kg
    - Champion d'Europe : 2008

  - -70 kg
    - Vice-champion du monde : 2006
    - Vice-champion d'Europe : 2003, 2006
    - 3e au championnat d'Europe : 2004, 2007
- Juniors
  - -70 kg
    - Vice-Champion du monde : 2005
    - 3e au championnat du monde : 2003
    - 2x Champion d'Europe : 2003, 2005
    - 3e au championnat d'Europe : 2004